# Boscos inundats sobre torba de Borneo
L'ecoregió de les forests inundades o pantanoses de torba de Borneo, dins del bioma de boscos humits tropicals i subtropicals, es troben a l'illa de Borneo, que es divideix entre Brunei, Indonèsia i Malàisia.

## Ubicació i descripció
Els boscos de pantans de torba es produeixen on els sòls saturats d'aigua impedeixen que les fulles mortes i la fusta es descomponguin totalment, cosa que amb el pas del temps crea una gruixuda capa de torba àcida. Els boscos de torba de Borneo creixen a l'estat indonesi de Kalimantan, l'estat de Malàisia de Sarawak i al districte de Belait, de Brunei, a les terres baixes costaneres. Els boscs de torbera es disposen adjacents a les forests salobres de mangles i delimitats pels boscos tropicals de Borneo en sòls millor drenats. També hi ha zones de bosc de torba interior alimentat per rius a elevacions més grans al centre de Kalimantan al voltant dels llacs de Mahakam i de Sentarum al riu Kapuas. Borneo té un clima monsònic tropical.

## Història recent
Durant la dècada passada, el govern d'Indonèsia ha drenat més d'un milió d'hectàrees dels boscos de torba de Borneo per a la seva conversió a terres agrícoles en el marc del Projecte Mega Rice (MRP). Entre 1996 i 1998 es van excavar més de 4.000 km de canals de drenatge i reg i la desforestació es va accelerar en part mitjançant la tala legal i il·legal i en part mitjançant la crema. Els canals d'aigua, i les carreteres i els ferrocarrils construïts per a la silvicultura legal, van obrir la regió a la silvicultura il·legal. A la zona de MRP, la cobertura forestal va caure del 64,8% el 1991 al 45,7% el 2000, i l'eliminació ha continuat des de llavors. Sembla que gairebé tots els arbres comercialitzables han estat eliminats de les zones cobertes pel MRP. El que va passar no va ser el que s'esperava: els canals van drenar els boscos de torba en lloc de regar-los. On els boscos sovint havien inundat fins a 2 metres de profunditat en època de pluges, ara la seva superfície és seca en totes les èpoques de l'any. El govern d'indonèsia ha abandonat el MRP.

## Incendis

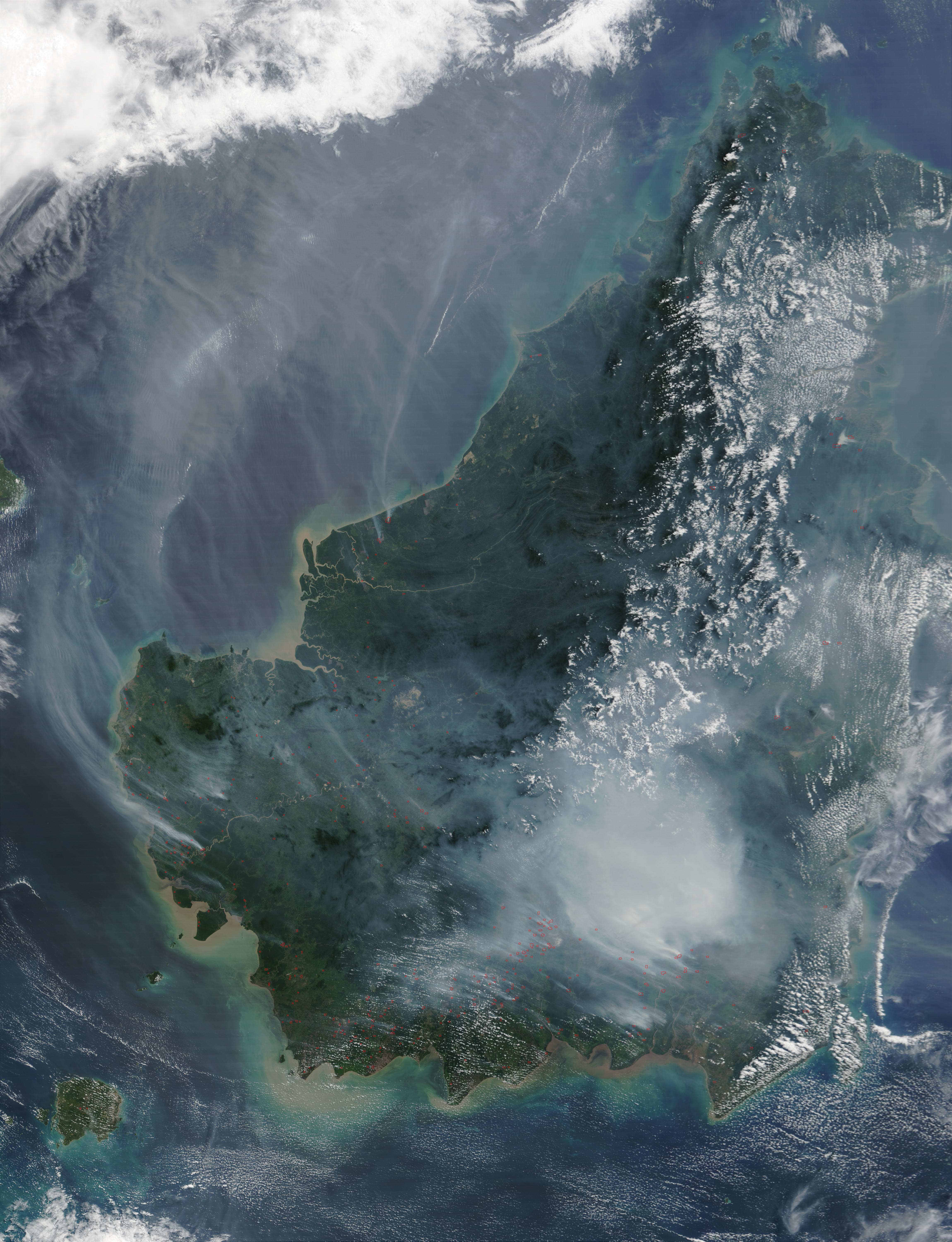
Focs de Borneo. 2002.

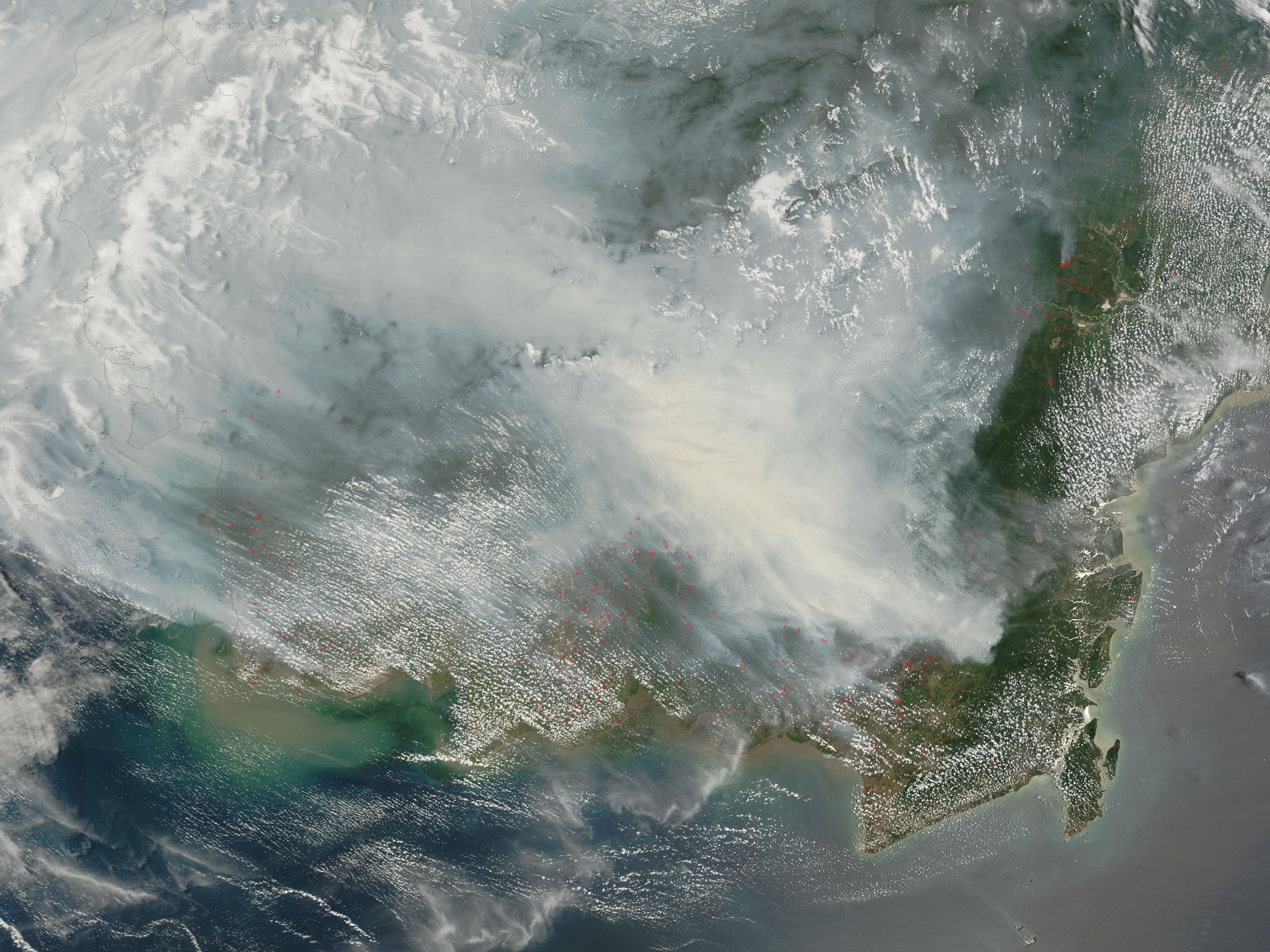
Focs de Borneo. Octubre de 2006.

Els focs es van utilitzar per intentar crear terres agrícoles, incloent grans plantacions de palmeres per subministrar oli de palma. La torba seca s'encén fàcilment i també es crema sota terra, viatjant sense veure's sota la superfície per irrompre en llocs inesperats. Per tant, després del drenatge, els incendis van fer estralls a la zona, destruint el bosc restant i gran quantitat d'ocells, animals, rèptils i altres espècies salvatges juntament amb les noves plantacions agrícoles, fins i tot malmetre les reserves naturals com Muara Kaman i omplir l'aire per sobre de Borneo i més enllà amb fum dens i boira i alliberant enormes quantitats de CO₂ a l'atmosfera. La destrucció va tenir un impacte negatiu important en els mitjans de vida de les persones de la zona. Va causar problemes de salut relacionats amb els fumats que van afectar mig milió de persones i van fer patir problemes respiratoris.
Els anys secs de 1997-8 i 2002-3 (vegeu El Niño), en particular, van veure incendis enormes als boscos de pantans drenats i dessecats. Un estudi de l'Agència Espacial Europea ha constatat que els boscos de pantans de torba són un important embornal de carboni per al planeta i que els incendis de 1997-8 poden haver alliberat fins a 2.500 milions de tones, i els del 2002-3, entre 200 milions i mil milions de tones de carboni a l'atmosfera. Utilitzant imatges de satèl·lit d'abans i després dels incendis de 1997, els científics van calcular (Page et al, 2002) que de les 790.000 hectàrees que havien cremat el 91,5% eren 730.000 hectàrees de torba (1.800.000 hectàrees). Utilitzant mesures de terra de la profunditat de cremada de la torba, van estimar que es van alliberar 0,19–0,23 gigatones (Gt) de carboni a l'atmosfera mitjançant la combustió de la torba, amb 0,05 Gt més alliberats per la crema de la vegetació subjacent. Extrapolant aquestes estimacions a Indonèsia en conjunt, van estimar que entre 0,81 i 2,57 Gt de carboni es van alliberar a l'atmosfera el 1997 com a resultat de la crema de torba i vegetació a Indonèsia. Això equival al 13–40% de les emissions mitjanes anuals de carboni anuals procedents de combustibles fòssils i va contribuir molt a l'augment anual més gran de la concentració de CO₂ atmosfèrica detectada des que van començar els registres el 1957.
Actualment Indonèsia és el tercer major emissor de carboni del món, en gran manera a causa de la destrucció dels seus antics boscos de pantans de torba (Pearce 2007).

## Ecologia

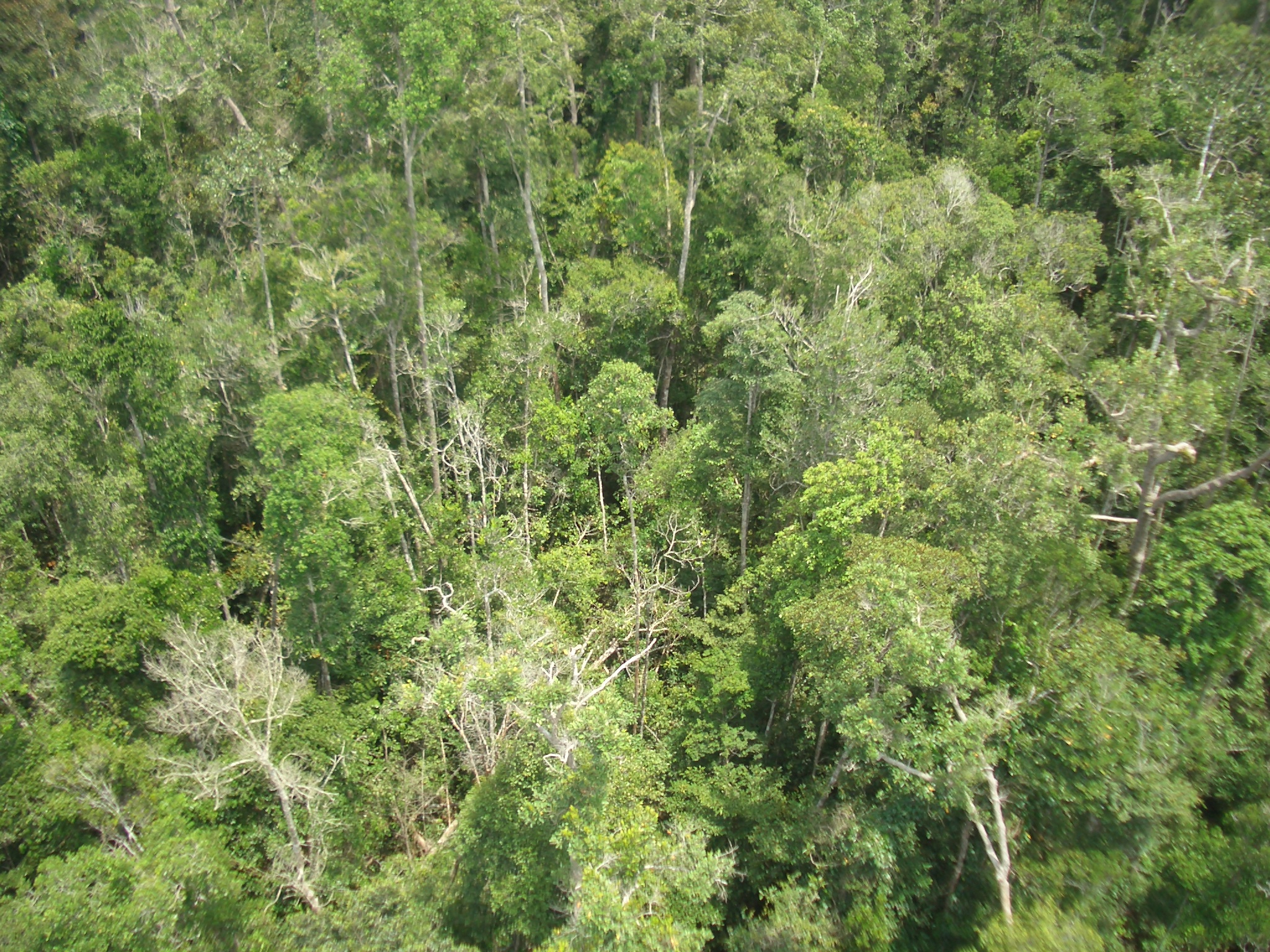
Bosc a Kalimantan. 2007.

Al voltant del 62% de les terres tropicals de torba del món es produeixen a la regió indo-malaia (el 80% a Indonèsia, l'11% a Malàisia, el 6% a Papua Nova Guinea, amb petites bosses i restes a Brunei, Vietnam, Filipines i Tailàndia). Són ecosistemes poc habituals, amb arbres de fins a 70 m d'alçada - molt diferents de les terres de torba de les zones temperades i boreals del nord (dominades per molses Sphagnum, herbes, càrex i arbustos). Els jaços anaeròbics esponjosos, inestables, amarat amb aigua, poden ser de fins a 20 m de fondària, amb pH baix (pH 2,9 - 4) i baixos nivells de nutrients; el sòl del bosc està inundat estacionalment. L'aigua està tacada de color marró fosc pels tanins que es filtren de les fulles caigudes i la torba, d'aquí el nom de “pantans d'aigua negra”. Durant la temporada seca, la torba es manté mullada i el toll d'aigua d'aigua roman entre els arbres.
Malgrat les condicions extremes, els boscos pantanosos de torba de Borneo tenen fins a 927 espècies de plantes florals i falgueres (En comparació, un estudi de la biodiversitat al bosc pantanós de torba de Pekan a Malàisia Peninsular va reportar 260 espècies de plantes).
Molts arbres tenen contraforts i arrels aèries estelades per recolzar-se en el substrat inestable, pneumatòfors i arrels aèries en cèrcol i o en forma de genoll per facilitar l'intercanvi de gasos. Els arbres tenen gruixudes estores de malla radical típicament en els 50 centímetres superiors de la capa de torba per permetre l'absorció d'oxigen i nutrients.

## Fauna
Aquests boscos acullen vida salvatge incloent gibons, orangutans i cocodrils. En particular, les ribes dels pantans són hàbitats importants per al macaco menja-crancs (Macaca fascicularis) i el lutung platejat (Presbytis cristata) i són el principal hàbitat del mono nassut exclusiu de Borneo (Nasalis larvatus) que pot nedar bé en el rius i el ratpenat de Borneo (Hipposideros doriae). Hi ha dues aus endèmiques dels boscos de torba, l'ull blanc de Java (Zosterops flavus) i el bulbul de bec ganxut (Setornis criniger), mentre que més de 200 espècies d'aus s'han registrat al parc nacional de Tanjung Puting, a Kalimantan. Els rius dels pantans de torba acullen els rars peixos arowana (Scleropages formosus), llúdries, aus aquàtiques, els falsos gavials i els cocodrils. Una altra espècie petita de peixos, són els Parosphromenus que també estan extremadament en perill. Les espècies de parosphromenus són petits peixos d'extrema bellesa.

## Conservació
Els intents de preservació han estat mínims en comparació amb la devastació recent, mentre que la tala comercial del bosc de pantans de torba a Sarawak continua i està previst que s'intensifiqui al Brunei. Un dels plans de l'ONG ambiental Borneo Orangutan Survival és preservar el bosc pantanós de torba de Mawas mitjançant una combinació de finançament de carboni i intercanvi de deutes per naturalesa. La conservació i la rehabilitació de les torberes són empreses més eficients que la reducció de la desforestació (en termes de reclamar crèdits de carboni a través d'iniciatives REDD) a causa de les majors reduccions d'emissions de carboni que es poden aconseguir per unitat d'àrea i els costos d'oportunitat molt inferiors. Al voltant del 6% de la superfície de torbera original es troba dins d'àrees protegides, la més gran dels quals són els parcs nacionals de Tanjung Puting i Sabangau.